# Aberriw
Aberriw (en anglès Berriew) és un poblet del comtat gal·lès de Powys (anglès: "Powys"). Es troba a 124 km de Cardiff i a 151 km de Londres. El 2011 la població era de 6.047 habitants, dels quals 1.910 (31,6%) parlaven gal·lès I %46 havien nascut a Gal·les.